# Quneitra (distrito)
O Distrito de Quneitra ou Al-Qunaitira  (em árabe: مُحافظة القنيطرة) é um dos quatorze distritos (muhafazat) da Síria. Está situado no sul do país, na fronteira com o Líbano, Jordânia e Israel, e sua área não está completamente estabelecida. Os dados variam de 685 km²  a 1 710 km².  Sua população é de 87 000 habitantes (estimativa de 2010).
Sua capital é Quneitra. Grande parte do território do governadorato foi anexada por Israel em 1967, na Guerra dos Seis Dias, e em 1973, na Guerra do Yom Kippur, e forma  a conflituosa região das Colinas de Golan.
Durante a Guerra Civil Síria, a região viu pesados combates.

## Subdistritos
- Quneitra
- Fiq